# Église Saint-Michel de Reichshoffen

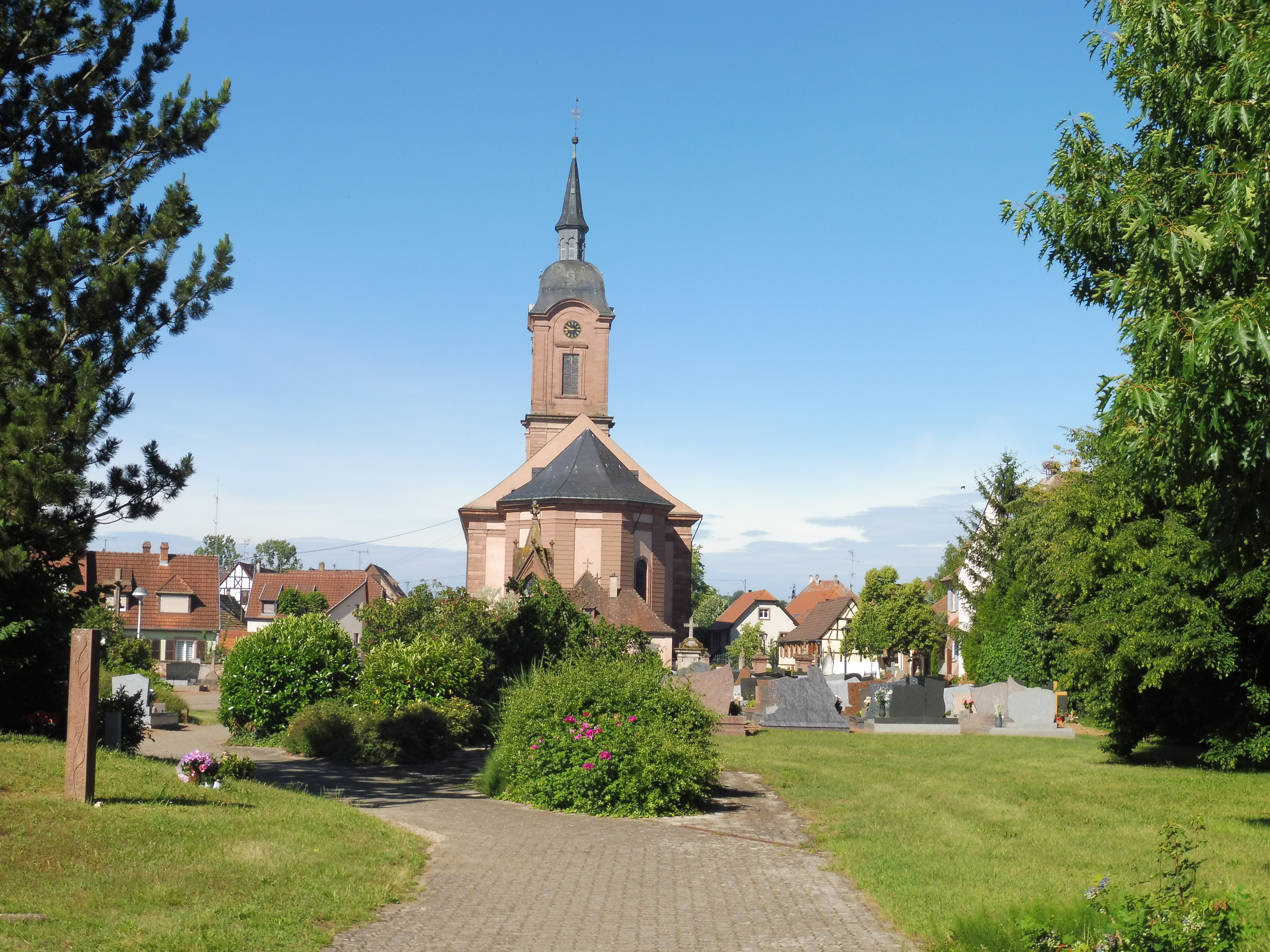
Eglise Saint-Michel à Reichshoffen

L'église Saint-Michel est une église catholique située à Reichshoffen, dans le département du Bas-Rhin, en Alsace (région Grand Est, France). Classée monument historique depuis 1921, elle compte plusieurs mobiliers inscrits qui en font un ensemble unique et intéressant. Son clocher culmine à 68,9m de haut, faisant de l'église une des plus hautes d'Alsace. Construite en grès des Vosges, son architecture est ancrée dans le style néo-classique et sa décoration intérieure est d'inspiration baroque. Sa courte durée de réalisation (une dizaine d'années) lui donne une unité de style remarquable.

## Localisation
L'église est située à Reichshoffen, sur la place de l'église, au cœur du centre ancien. Elle a été implantée à la limite de la seconde enceinte fortifiée de Reichshoffen, à l’emplacement d’anciennes habitations, du cimetière et de l’ancienne église. 

## Historique
L'église Saint-Michel est contemporaine au château de Dietrich, bâti par Jean de Dietrich, seigneur de Reichshoffen. À cette époque, l'église paroissiale (Altkirch), devenue trop petite, était de plus excentrée par rapport au village. Les habitants ont donc choisi de la remplacer, bâtissant une église à la limite de la seconde enceinte fortifiée. 
Les maîtres d’ouvrage étaient la communauté villageoise pour la nef et le seigneur Jean de Dietrich ainsi que l'abbaye de Sturzelbronn pour le chœur, la sacristie et la tour-clocher. Les plans de l'église ont été dessinés par Christiani père, inspecteur des Ponts et Chaussées, à Strasbourg le 22 juillet 1771. Les travaux sont confiés à deux maîtres maçons de Reichshoffen, Christian G'Styr et François Joseph Messmer.
La pose de la première pierre a lieu le 11 mai 1772. Le gros-œuvre semble avoir été achevé en 1774. La décoration intérieure de l'église a été effectuée entre 1774 et 1782, dans un style baroque affirmé.
La répartition des frais de construction fit polémique et suscita un long procès de six ans : le seigneur Jean de Dietrich, protestant, refusait de payer le clocher d'une église catholique. L'affaire fut portée au tribunal et Jean de Dietrich condamné à financer le clocher en 1779. Bon perdant, il offrit un clocher plus haut que les plans ne l'avaient prévu, se réconciliant de la sorte avec les habitants.
Les cinq cloches du carillon,, pesant entre 340 et 2 750kg, offrent une sonnerie harmonieuse ce qui leur valut de ne pas être réquisitionnées et fondues par les Allemands lors de la 1re guerre mondiale. Les deux plus anciennes datent de 1786 et 1812, cette dernière coulée en l’honneur de la naissance du Roi de Rome.
En août 2011, trente nouvelles cloches sont installées, constituant le carillon de l'Europe.

## Architecture
Dix ans furent nécessaires à la construction de cet édifice dont le clocher atteint 68,9 m. La première pierre a été posée le 11 mai 1772. Son portail, sobre et rigoureux dans son décor attire l’œil par la décoration de son fronton, caractéristique du style néo-classique. 
Dans le clocher était logée une horloge construite par Jean-Baptiste SCHWILIGUE. Elle est actuellement exposée dans le hall d'accueil de l'hôtel de ville. 
L'orgue de tribune : le buffet Franz Schädel (1777) abrite l'orgue Roethinger de 1962,,,.
L'orgue de chœur, situé en réalité à l'avant du flanc droit de la nef,,,.
Sur le mur d'angle, à droite du porche, se trouvait une méridienne. Elle a été réinstallée le 1er mars 2013. La méridienne donne l'heure à midi. Au XIXe siècle, c'était le seul moyen dont les villageois disposaient pour régler les horloges publiques, notamment celle de l'église.
Devant l'église se trouve la statue d'une Vierge Noire, érigée en ex-voto à la suite de l'épidémie de choléra de septembre 1855.
L'église Saint-Michel fait l'objet d'un classement au titre des monuments historiques depuis 1921.

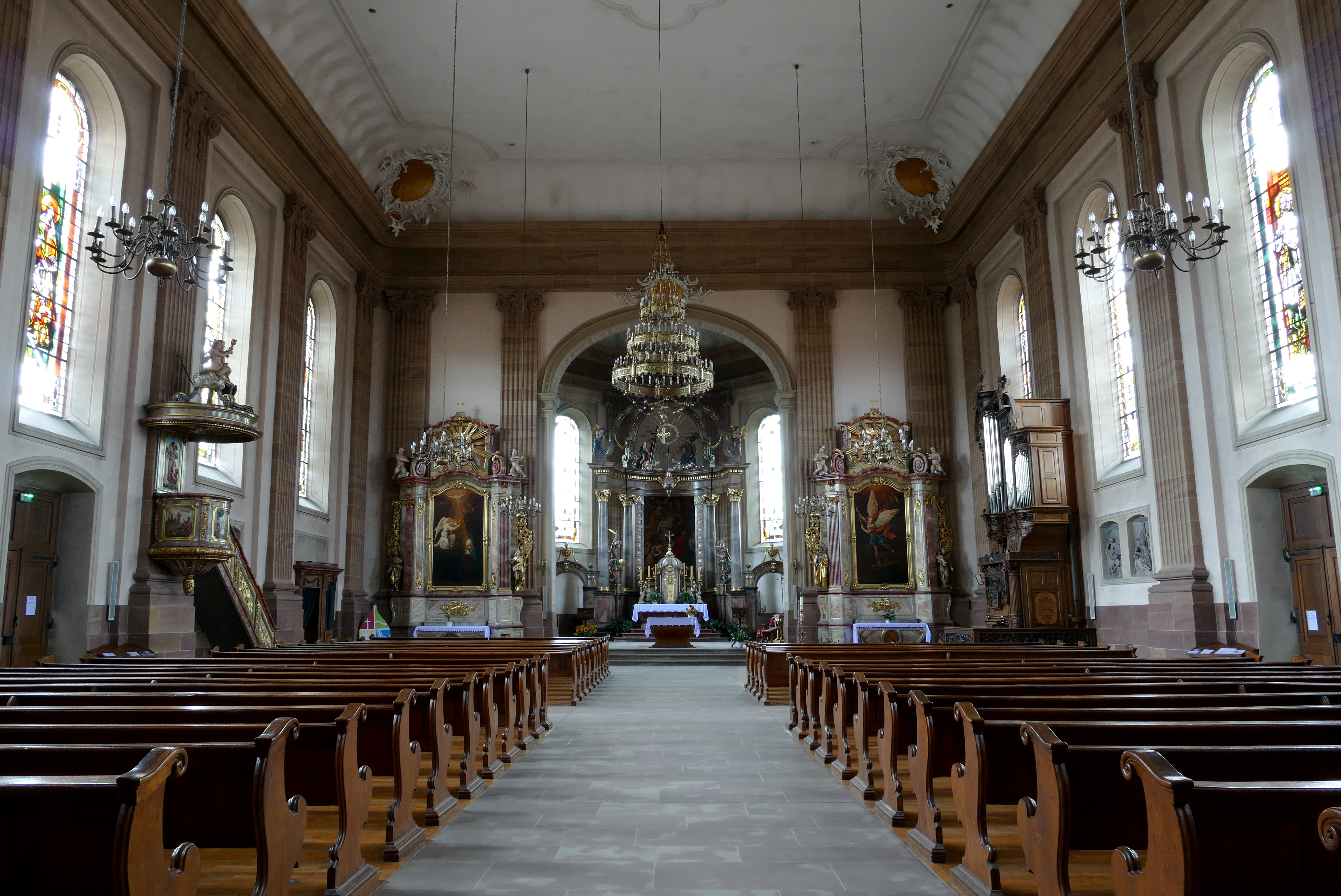
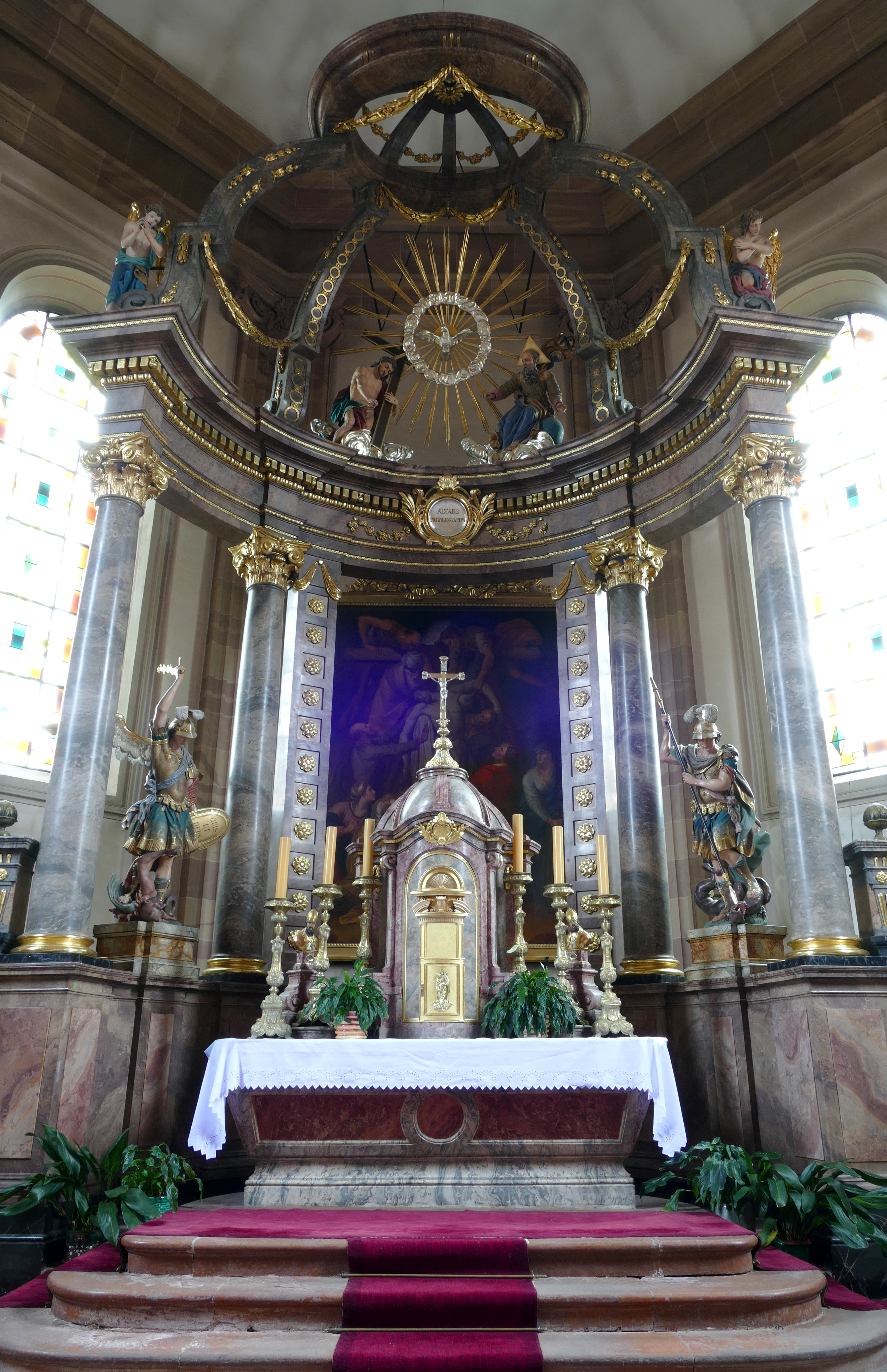
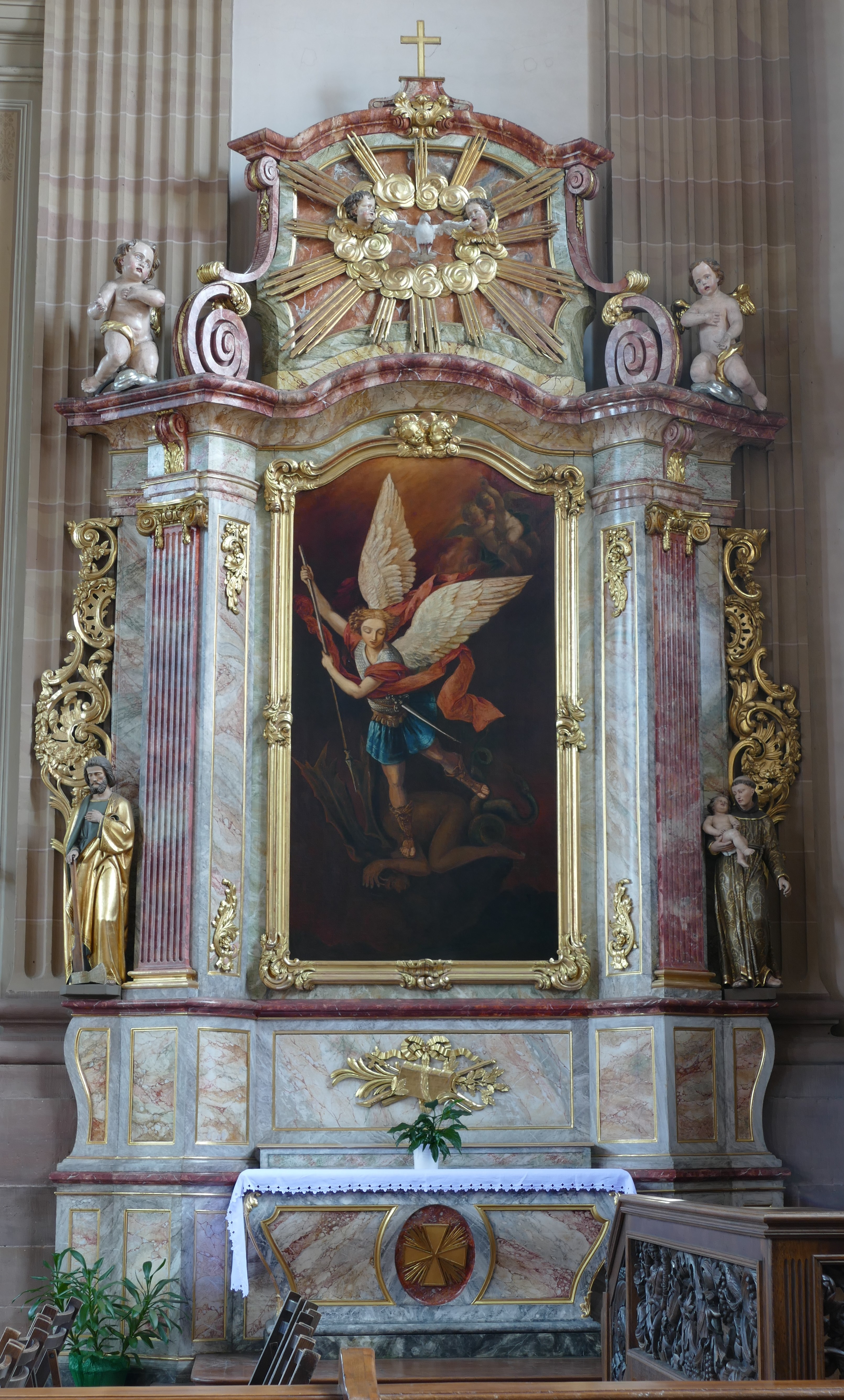
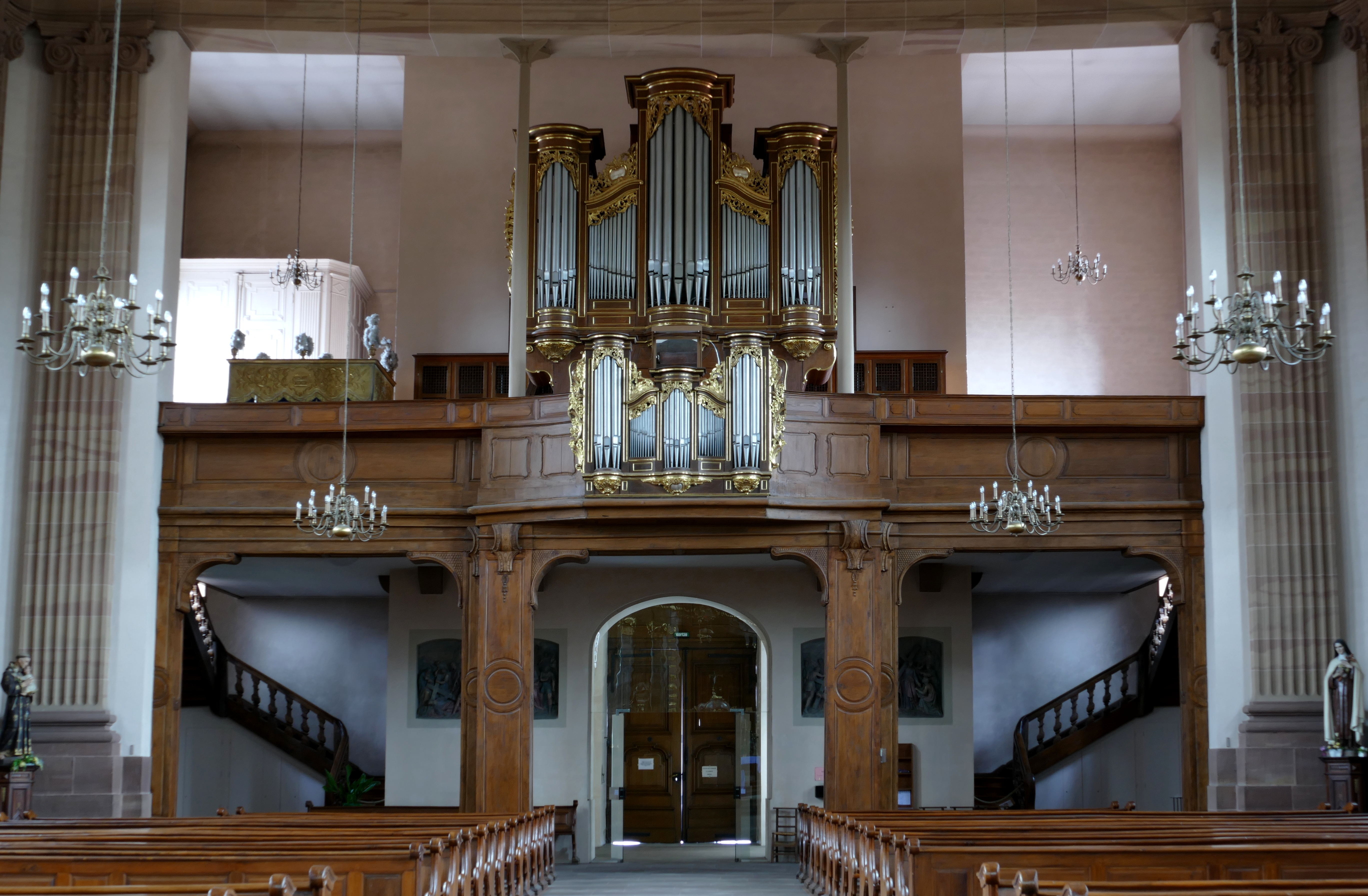
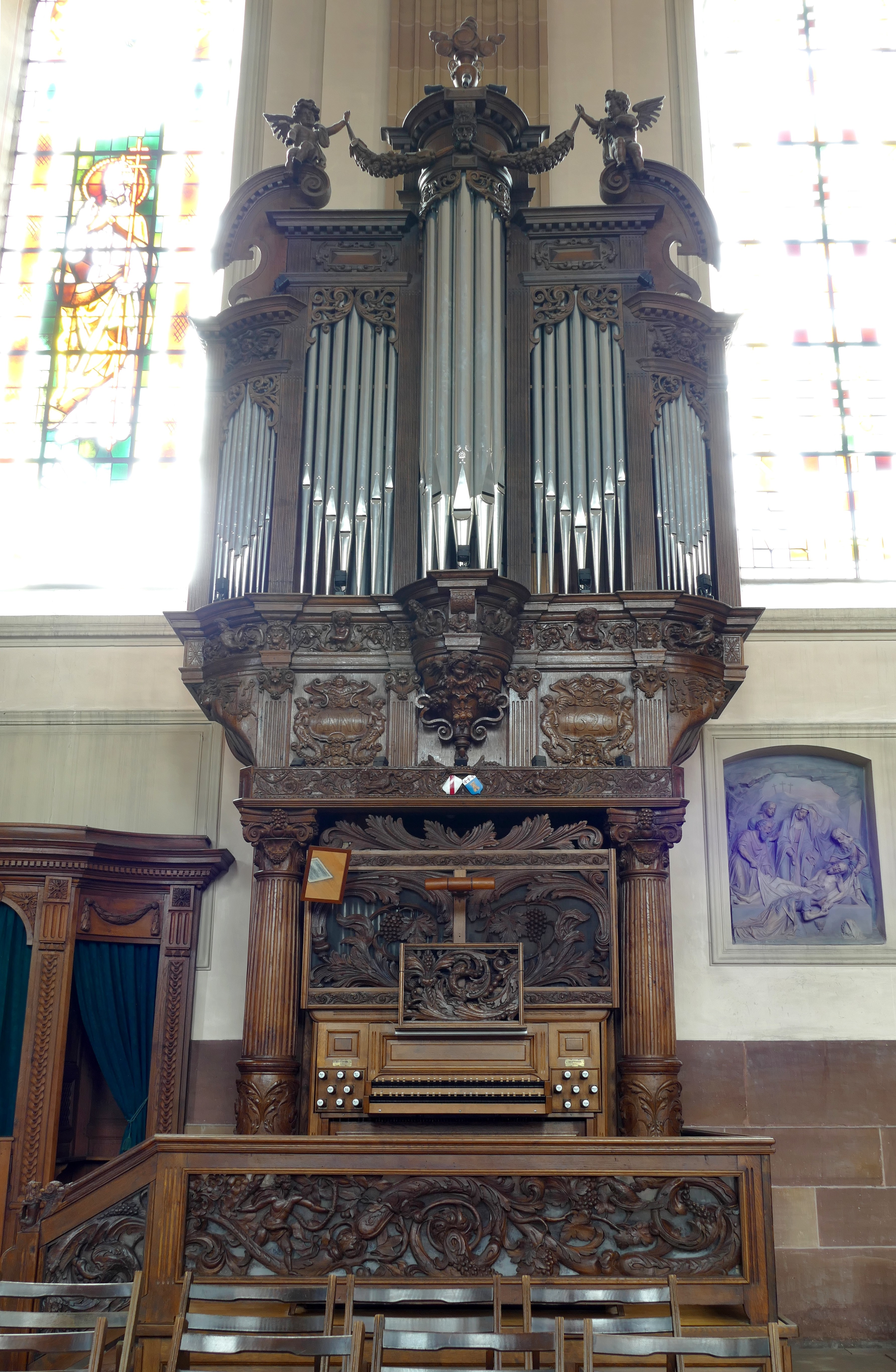